# Championnat du Botswana de football
Le championnat du Botswana de football (Botswana Premier League) est une compétition annuelle de football disputée entre les clubs botswanais.

## Palmarès
| Année     | Champion                      |
| 1966      | Champion inconnu              |
| 1967      | Gaborone United (1)           |
| 1968      | Champion inconnu              |
| 1969      | Gaborone United (2)           |
| 1970      | Gaborone United (3)           |
| 1971-1977 | Champions inconnus            |
| 1978      | Notwane FC (1)                |
| 1979      | Township Rollers (1)          |
| 1980      | Township Rollers (2)          |
| 1981      | Botswana Defence Force XI (1) |
| 1982      | Township Rollers (3)          |
| 1983      | Township Rollers (4)          |
| 1984      | Township Rollers (5)          |
| 1985      | Township Rollers (6)          |
| 1986      | Gaborone United (4)           |
| 1987      | Township Rollers (7)          |
| 1988      | Botswana Defence Force XI (2) |
| 1989      | Botswana Defence Force XI (3) |
| 1990      | Gaborone United (5)           |
| 1991      | Botswana Defence Force XI (4) |
| 1992      | LCS Extension Gunners (1)     |
| 1993      | LCS Extension Gunners (2)     |
| 1994      | LCS Extension Gunners (3)     |
| 1995      | Township Rollers (8)          |
| 1996      | Notwane FC (2)                |
| 1997      | Botswana Defence Force XI (5) |
| 1998      | Notwane FC (3)                |
| 1999      | Mogoditshane Fighters (1)     |
| 2000      | Mogoditshane Fighters (2)     |
| 2001      | Mogoditshane Fighters (3)     |
| 2002      | Botswana Defence Force XI (6) |
| 2003      | Mogoditshane Fighters (4)     |
| 2004      | Botswana Defence Force XI (7) |
| 2005      | Township Rollers (9)          |
| 2006      | Police XI SC (1)              |
| 2007      | ECCO City Green (1)           |
| 2008      | Mochudi Centre Chiefs (1)     |
| 2009      | Gaborone United (6)           |
| 2010      | Township Rollers (10)         |
| 2011      | Township Rollers (11)         |
| 2012      | Mochudi Centre Chiefs (2)     |
| 2013      | Mochudi Centre Chiefs (3)     |
| 2014      | Township Rollers (12)         |
| 2015      | Mochudo Centre Chiefs (4)     |
| 2016      | Township Rollers (13)         |
| 2017      | Township Rollers (14)         |
| 2018      | Township Rollers (15)         |
| 2019      | Township Rollers (16)         |
| 2020      | Jwaneng Galaxy FC (1)         |
| 2021      | Championnat annulée           |
| 2022      | Gaborone United (7)           |
| 2023      | Jwaneng Galaxy FC (2)         |
| 2024      | Jwaneng Galaxy FC (3)         |
| 2025      | Gaborone United (8)           |

## Bilan
| Club                      | Titres | Années                                                                                         |
| Township Rollers          | 16     | 1979, 1980, 1982, 1983, 1984, 1985, 1987, 1995, 2005, 2010, 2011, 2014, 2016, 2017, 2018, 2019 |
| Gaborone United           | 8      | 1967, 1969, 1970, 1986, 1990, 2009, 2022, 2025                                                 |
| Botswana Defence Force XI | 7      | 1981, 1988, 1989, 1991, 1997, 2002, 2004                                                       |
| Mochudi Centre Chiefs     | 4      | 2008, 2012, 2013, 2015                                                                         |
| Mogoditshane Fighters     | 4      | 1999, 2000, 2001, 2003                                                                         |
| Notwane FC                | 3      | 1978, 1996, 1998                                                                               |
| LCS Extension Gunners     | 3      | 1992, 1993, 1994                                                                               |
| Jwaneng Galaxy FC         | 3      | 2020, 2023 , 2024                                                                              |
| Police XI                 | 1      | 2006                                                                                           |
| ECCO City Green           | 1      | 2007                                                                                           |